# Messier 9
Messier 9 (NGC 6333) é um aglomerado globular de estrelas na constelação de Ofiúco. Foi descoberto pelo francês Charles Messier em 1764 e é um dos aglomerados globulares próximos ao centro da Via-Láctea, a uma distância de 5 500 anos-luz. Está a uma distância de cerca de 25 800 anos-luz em relação à Terra.
Sua magnitude aparente é 7,7 e tem, em fotografias de longa exposição, 12 minutos de arco de diâmetro aparente. É visível apenas com binóculos ou telescópios e suas estrelas mais brilhantes podem ser resolvidas apenas com telescópios de abertura superior a 0,15 metros.N a abóbada celeste, Messier 9 é circundado por dois aglomerados globulares, NGC 6356, a cerca de 1°40' a nordeste do aglomerado, e NGC 6342, localizado a cerca de 1°40' a sudeste.

## Descoberta e visualização
É uma das descobertas originais do astrônomo francês Charles Messier, ocorrida em 28 de maio de 1764. Messier descreveu-o como uma nebulosa sem estrelas, embora William Herschel, descobridor de Urano, tenha sido o primeiro a resolver suas estrelas mais brilhantes 20 anos mais tarde.
Pode ser visto como uma nebulosa circular em binóculos, embora suas estrelas mais brilhantes começem a ser resolvidas com telescópios com abertura de 0,15 metros.

## Características

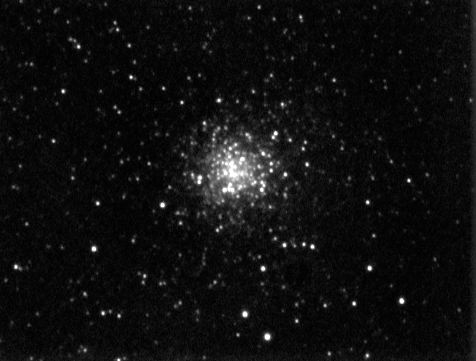
Messier 9, Ole Nielsen

M9 é um dos aglomerados globulares mais próximos do núcleo Galáctico, a apenas 5 500 anos-luz de distância. Seu diâmetro aparente na esfera celeste é de 12 minutos de arco, o que corresponde a um diâmetro real de 90 anos-luz, considerando sua distância em relação à Terra de 25 800 anos-luz. Sua visibilidade é parcialmente atrapalhada por nuvens interestelares, a nebulosa escura Barnard 64. Sua magnitude aparente é 7,7 e sua magnitude absoluta é -8,04, que corresponde a uma intensidade luminosa 120 000 vezes maior do que a do Sol. Pertence à classe VIII em densidade, segundo a classificação de aglomerados globulares de Harlow Shapley e Helen Sawyer Hogg, onde aglomerados de classe I são os mais densos e os de classe XII são os menos densos.
O aglomerado afasta-se radialmente da Terra a uma velocidade de 224 km/s. Foram identificadas 13 estrelas variáveis, sendo 10 descobertas por Walter Baade. Suas estrelas mais brilhantes tem magnitude aparente 13,5; apenas telescópios de abertura superior a 0,15 metros são capazes de resolvê-las. A magnitude aparente de suas estrelas é 16,2 em média e sua classe estelar média é F2, com índice de cor de +0,06.